# Laura Mancinelli
Laura Mancinelli (/ˈlaura mantʃiˈnɛlli/; ur. 18 grudnia 1933 w Udine, zm. 7 lipca 2016 w Turynie) – włoska pisarka, germanistka, mediewistka, autorka powieści i esejów.

## Życiorys
Urodziła się w Udine w 1933 roku. Cztery lata wczesnego dzieciństwa spędziła w Rovereto, skąd wraz z rodziną przeniosła się do Turynu.
Po ukończeniu studiów doktoranckich na Uniwersytecie Turyńskim uczyła w szkole średniej, nie rezygnując z zainteresowania średniowieczną kulturą niemiecką.
W 1969 roku opublikowała esej Pieśń o Nibelungach. Problemy z wartością.
W latach 70. XX wieku wykładała filologię niemiecką na Uniwersytecie w Sassari. W 1976 z powołania Ladislao Mittner objęła katedrę historii języka niemieckiego na weneckim Uniwersytecie Ca’ Foscari.
Za radą Claudio Magris w 1972 przetłumaczyła z oryginału na język włoski Pieśń o Nibelungach (niem. Nibelungenlied). W 1978 ukończyła tłumaczenie utworu Tristan (niem. Tristan) Gottfried von Straßburg. W 1989 przetłumaczyła dwa dzieła Hartmann von Aue: Gregorius (niem. Gregorius) oraz Biednego Henryka (niem. Der arme Heinrich).
Po powrocie do Turynu w 1981 zadebiutowała jako prozatorka, wydając książkę Dwunastu opatów z Challant, powieść historyczną, którą zaczęła pisać w 1968 roku. W kolejnych latach wydała Il fantasma di Mozart (1986) i Il miracolo di santa Odilia (1989).
Chora na stwardnienie rozsiane, na początku lat 90. opuściła Katedrę Filologii Germańskiej.

## Wybrana twórczość

### Powieści
- Dwunastu opatów z Challant (I dodici abati di Challant – 1981, wyd. polskie 1991)[2]